# Jay Ward
Je'Dacus Ward (Moultrie, Georgia; 13 de julio de 2000) más conocido como Jay Ward, es un jugador profesional estadounidense de fútbol americano, se desempeña en la posición de safety en Minnesota Vikings, en la National Football League (NFL).

## Carrera
Hizo su debut profesional con el equipo Minnesota Vikings, lleva jugando una temporada, comenzó en el 2023.